# Юлія Шруфф
Юлія Шруфф (нім. Julia Schruff, нар. 16 серпня 1982) — колишня професійна німецька тенісистка.
Найвищу одиночну позицію рейтингу WTA — 52 місце досягнула 17 квітня 2006 року.
Завершила кар'єру 2011 року.

## Фінали турнірів WTA

### Одиночний розряд: 1 (0-1)
| Легенда (Одиночний розряд) |
| Grand Slam (0)             |
| Tour Championships (0)     |
| Tier I Турнір (0)          |
| Tier II Турнір (0)         |
| Tier III Турнір (0)        |
| Tier IV-V Турнір (1)       |
| ITF Circuit (2)            |

| Результат | Ранг | Дата           | Турнір       | Покриття | Опонент    | Рахунок |
| --------- | ---- | -------------- | ------------ | -------- | ---------- | ------- |
| Поразка   | 1.   | 13 квітня 2003 | Estoril Open | Ґрунт    | Магі Серна | 4–6 1–6 |

### Парний розряд: 2 (0-2)
| Легенда (до/після 2009)                      |
| -------------------------------------------- |
| Турніри Великого шолома (0–0)                |
| Турніри WTA Tour (0–0)                       |
| Tier I / Premier Mandatory & Premier 5 (0–0) |
| Tier II / Premier (0–1)                      |
| Tier III, IV & V / International (0–1)       |

| Результат | Ранг | Дата           | Турнір                               | Покриття   | Партнер              | Опоненти                        | Рахунок  |
| --------- | ---- | -------------- | ------------------------------------ | ---------- | -------------------- | ------------------------------- | -------- |
| Поразка   | 1.   | 4 жовтня 2004  | Porsche Tennis Grand Prix, Німеччина | Тверде (i) | Анна-Лена Гренефельд | Ренне Стаббс Кара Блек          | 3–6, 2–6 |
| Поразка   | 2.   | 17 лютого 2008 | Cachantún Cup, Vina del Mar, Чилі    | Ґрунт      | Марія Коритцева      | Аліція Росольська Ліга Декмеєре | 5–7, 3–6 |